# Hervé-Edgar Brunelle
Hervé-Edgar Brunelle (13 juin 1891-15 mai 1950 à l'âge de 58 ans, un mois avant son 59e anniversaire) est un avocat et homme politique fédéral du Québec.

## Biographie
Né à Batiscan dans la région de la Mauricie, M. Brunelle devient député du Parti libéral du Canada dans la circonscription fédérale de Champlain en 1935. Réélu en 1940 et en 1945, il ne se représente pas en 1949.